# Michael Evans (aviron)
Michael Evans, né le 16 août 1957 à Toronto, est un rameur d'aviron canadien. 

## Carrière
Michael Evans participe aux Jeux olympiques de 1984 à Los Angeles et remporte la médaille d'or avec le huit canadien composé de Dean Crawford, Blair Horn, Paul Steele, Grant Main, Mark Evans, Kevin Neufeld, Pat Turner et Brian McMahon.